# Blanzaguet
Blanzaguet (en francès Blanzaguet-Saint-Cybard) és un municipi francès situat al departament del Charente i a la regió de la Nova Aquitània. L'any 2007 tenia 237 habitants.

## Demografia

### Població
El 2007 la població de fet de Blanzaguet-Saint-Cybard era de 237 persones. Hi havia 96 famílies de les quals 12 eren unipersonals (4 homes vivint sols i 8 dones vivint soles), 52 parelles sense fills, 28 parelles amb fills i 4 famílies monoparentals amb fills.
La població ha evolucionat segons el següent gràfic:
Habitants censats

### Habitatges
El 2007 hi havia 132 habitatges, 97 eren l'habitatge principal de la família, 22 eren segones residències i 13 estaven desocupats. 128 eren cases i 3 eren apartaments. Dels 97 habitatges principals, 75 estaven ocupats pels seus propietaris, 22 estaven llogats i ocupats pels llogaters i 1 estava cedit a títol gratuït; 2 tenien una cambra, 2 en tenien dues, 12 en tenien tres, 29 en tenien quatre i 53 en tenien cinc o més. 88 habitatges disposaven pel capbaix d'una plaça de pàrquing. A 36 habitatges hi havia un automòbil i a 55 n'hi havia dos o més.

### Piràmide de població
La piràmide de població per edats i sexe el 2009 era:
| Homes | Edats   | Dones |
| ----- | ------- | ----- |
| 0     | 95 o +  | 0     |
| 4     | 90 a 94 | 0     |
| 8     | 85 a 89 | 4     |
| 0     | 80 a 84 | 0     |
| 16    | 75 a 79 | 12    |
| 4     | 70 a 74 | 4     |
| 8     | 65 a 69 | 12    |
| 4     | 60 a 64 | 0     |
| 12    | 55 a 59 | 4     |
| 12    | 50 a 54 | 12    |
| 4     | 45 a 49 | 0     |
| 4     | 40 a 44 | 4     |
| 4     | 35 a 39 | 8     |
| 4     | 30 a 34 | 4     |
| 8     | 25 a 29 | 4     |
| 4     | 20 a 24 | 4     |
| 4     | 15 a 19 | 4     |
| 4     | 10 a 14 | 4     |
| 8     | 5 a 9   | 8     |
| 0     | 0 a 4   | 0     |

## Economia
El 2007 la població en edat de treballar era de 156 persones, 105 eren actives i 51 eren inactives. De les 105 persones actives 94 estaven ocupades (54 homes i 40 dones) i 11 estaven aturades (4 homes i 7 dones). De les 51 persones inactives 25 estaven jubilades, 10 estaven estudiant i 16 estaven classificades com a «altres inactius».

### Ingressos
El 2009 a Blanzaguet-Saint-Cybard hi havia 95 unitats fiscals que integraven 237,5 persones, la mediana anual d'ingressos fiscals per persona era de 15.517 €.

### Activitats econòmiques
Dels 14 establiments que hi havia el 2007, 7 eren d'empreses de construcció, 1 d'una empresa de transport, 1 d'una empresa d'hostatgeria i restauració, 1 d'una empresa d'informació i comunicació i 4 d'empreses de serveis.
Dels 6 establiments de servei als particulars que hi havia el 2009, 1 era un paleta, 1 guixaire pintor, 1 fusteria, 2 electricistes i 1 empresa de construcció.
L'any 2000 a Blanzaguet-Saint-Cybard hi havia 26 explotacions agrícoles que ocupaven un total de 1.408 hectàrees.

## Poblacions més properes
El següent diagrama mostra les poblacions més properes.